# 大澤規男
大澤 規男（おおさわ のりお、[1960年4月4日生] - ）は、日本の剣道家。教士八段。埼玉県警察警察官。元剣道日本代表。元埼玉県警察剣道特練監督。2010年現在、埼玉県警察学校教養係長。県立皆野高卒。埼玉県出身。

## 実績
全日本剣道選手権大会
- 2位（1回）、3位（2回）

全国警察大会
- 団体優勝

国民体育大会
- 優勝

世界剣道選手権大会
- 出場